# Liptovská Anna
Liptovská Anna (in ungherese Szentanna) è un comune della Slovacchia facente parte del distretto di Liptovský Mikuláš, nella regione di Žilina.